# باشگاه فوتبال لئونسا
باشگاه فرهنگی ورزشی لئونسا (انگلیسی: Cultural y Deportiva Leonesa) یک باشگاه فوتبال مستقر در لئون، تحت نظر کاستیا و لئون، اسپانیا است که در حال حاضر در پریمرا فدراسیون، سومین سطح لیگ فوتبال در این کشور به فعالیت می‌پردازد.
باشگاه فرهنگی ورزشی لئونسا در ۵ اوت ۱۹۲۳ بنیان گذارده شده است.
این باشگاه در ورزشگاه خانگی خودش، یعنی ورزشگاه رینو لئون، به مصاف رقبا می‌رود که ۱۳۳۴۶ نفر ظرفیت نشسته در دل خود می‌تواند جای‌دهد.

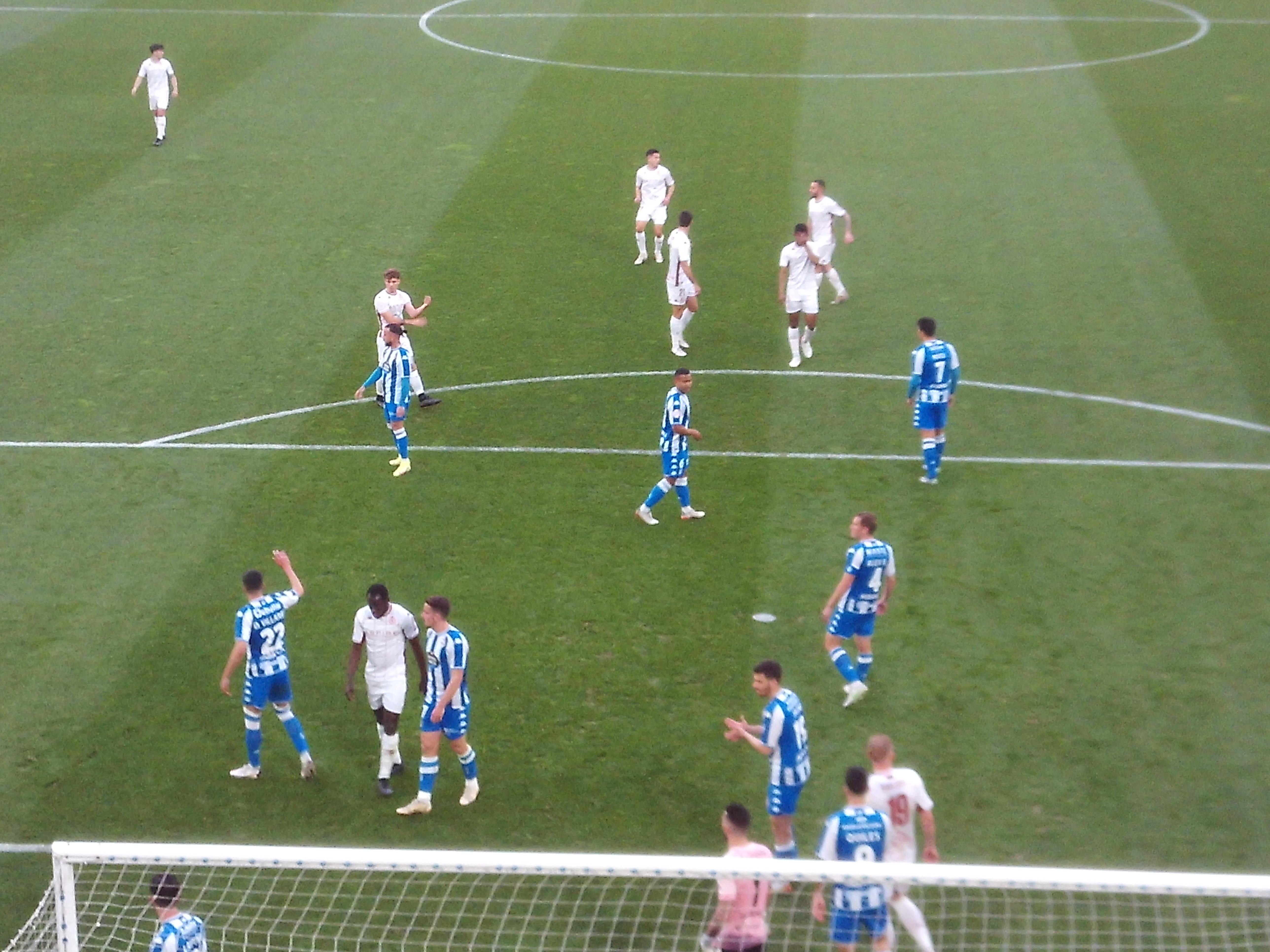
باشگاه فوتبال دپورتیوو لاکرونیا در تقابل با لئونسا

قبل از فصل ۲۰۱۵–۲۰۱۴، باشگاه از لباسی رونمایی کرد که شبیه یک تاکسیدو طراحی شده بود. این کیت که توجه زیادی را در رسانه‌ها و سایت‌های شبکه‌های اجتماعی به خود جلب کرد، در یک مسابقه خیریه پیش فصل برای حمایت از خیریه‌های محلی برای خانواده‌های معدن پوشیده شد.

## تاریخچه
باشگاه فرهنگی ورزشی لئونسا در ۵ اوت ۱۹۲۳ تأسیس شد.
در سال ۱۹۲۶، باشگاه فرهنگی ورزشی لئونسا، قهرمان منطقه‌ای شد و در سال ۱۹۲۹ در سگوندا دیویسیون بی بازی کرد و به دسته دوم صعود کرد.
در سال ۱۹۳۱، باشگاه فعالیت خود را متوقف کرد و چندین تیم در شهر برای جایگزینی آن ایجاد شد، اما پس از جنگ داخلی اسپانیا، باشگاه فرهنگی ورزشی لئونسا به رقابت بازگشت.
در سال ۱۹۵۵، باشگاه فرهنگی ورزشی لئونسا برای اولین بار به لا لیگا صعود کرد، اما تنها توانست یک فصل در بالاترین سطح فوتبال اسپانیا بازی کند.
در سال ۲۰۱۱، باشگاه به دلیل بدهی‌های پرداخت‌نشده به بازیکنان به ترسرا دیویسیون سقوط کرد و دو سال طول کشید تا جایگاه خود را در سطح سوم بازیابی کند. در سال ۲۰۱۵، یک آکادمی قطری با نام آکادمی اسپایر کنترل بیش از ۹۹٪ از سهام باشگاه را خرید و بدین ترتیب از انحلال آن جلوگیری کرد.
در تاریخ ۲۸ مه ۲۰۱۷، باشگاه فرهنگی ورزشی لئونسا پس از ۴۲ سال با شکست دادن بارسلونا بی در پلی‌آف‌های صعود به لا لیگا ۲ صعود کرد. در ۳ ژانویه ۲۰۱۸، باشگاه فوتبال لیدز یونایتد همکاری رسمی خود را با مالکان باشگاه فرهنگی ورزشی لئونسا، آکادمی اسپایر در قطر اعلام کرد. این همکاری باعث شد که بازیکنان لیدز یوسوکه ایدگوچی و اواسیم بوی به‌عنوان بخشی از این همکاری منحصر به فرد به باشگاه فرهنگی ورزشی لئونسا قرض داده شوند.
در ۲ ژوئن ۲۰۱۸، باشگاه فرهنگی ورزشی لئونسا پس از شکست در آخرین روز مسابقات از نومانسیا به سطح سوم سقوط کرد. در فصل ۲۰۱۸–۱۹، باشگاه در سگوندا دیویسیون بی، گروه ۱ بازی کرد و برای صعود به دسته دوم تلاش کرد. اما تنها در جایگاه پنجم قرار گرفت. باشگاه در آغاز فصل ۲۰۱۹–۲۰ عملکرد خوبی داشت و پس از ۱۶ بازی در جایگاه دوم قرار گرفت. در فصل ۲۰۱۹–۲۰۲۰، آن‌ها باشگاه فوتبال اتلتیکو مادرید را در دور یک سی‌ودوم پایانی، رویال کاپ شکست دادند.
در ۲ دسامبر ۲۰۲۰، باشگاه فرهنگی ورزشی لئونسا، اینگو ایدیاکز را به‌عنوان سرمربی استخدام کرد که از باشگاه فوتبال لوتون تاون در چمپیونشیپ آمده بود و پیش‌تر هدایت باشگاه فوتبال لستر سیتی و باشگاه فوتبال دربی کانتی را بر عهده داشت.

## تیم دوم باشگاه
باشگاه فرهنگی ورزشی ژوپیتر لئونیز به عنوان تیم دوم این باشگاه فعالیت می‌کند‌. این تیم پس از پایان فصل ۲۰۱۰-۲۰۰۹ منحل شد و پس از چندی، در سال ۲۰۱۴ احیا گردید و در حال حاضر در ترسرا فدراسیون، چهارمین سطح لیگ فوتبال در اسپانیا، به رقابت می‌پردازد.